# Пембрук-колледж (Оксфорд)
Пембрук-колледж (англ. Pembroke College, полное название The College of the Blessed Mary and All Saints, Lincoln) — один из колледжей Оксфордского университета. Основан в 1624 году. Находится на площади Пембрук-сквер в Оксфорде близ церкви Св. Олдата, которая раньше была библиотекой колледжа.
Основан при короле Англии Якове I. Назван в честь Уильяма Герберта, 3-го графа Пембрука.
Как и многие оксфордские колледжи, Пембрук ранее принимал только мужчин, первую смешанную группу принял в 1979 году. По состоянию на 2020 год финансовые ресурсы Пембрука оценивались в 63 миллиона фунтов стерлингов. Колледж Пембрук предлагает почти весь спектр обучения, доступный в Оксфордском университете.
В настоящее время здесь насчитывается около 600 учащихся, около 360 из них — на магистрате.

## Известные выпускники и преподаватели
- Абдалла II ибн Хусейн
- Айзексон, Уолтер
- Беттани, Майкл
- Блэкстон, Уильям
- Бомонт, Фрэнсис
- Боннер, Эдмунд
- Браун, Томас (писатель)
- Буттиджич, Пит
- Винер, Кэтрин
- Гилберт, Дэвис
- Гриффин, Тим
- Джонсон, Сэмюэл
- Дэвис, Кэрин
- Иларион (Алфеев)
- Кемден, Уильям
- Керр, Джон (дипломат)
- Корбет, Ричард
- Лугар, Ричард
- Майлс, Бернард
- Орбан, Виктор
- Пим, Джон
- Рикеттс, Питер
- Сикорский, Радослав
- Смитсон, Джеймс
- Толкин, Джон Рональд Руэл
- Уайтфилд, Джордж
- Уикс, Ханисакл
- Фулбрайт, Джеймс Уильям
- Шенстон, Уильям